# Mittelgebirgsschwelle

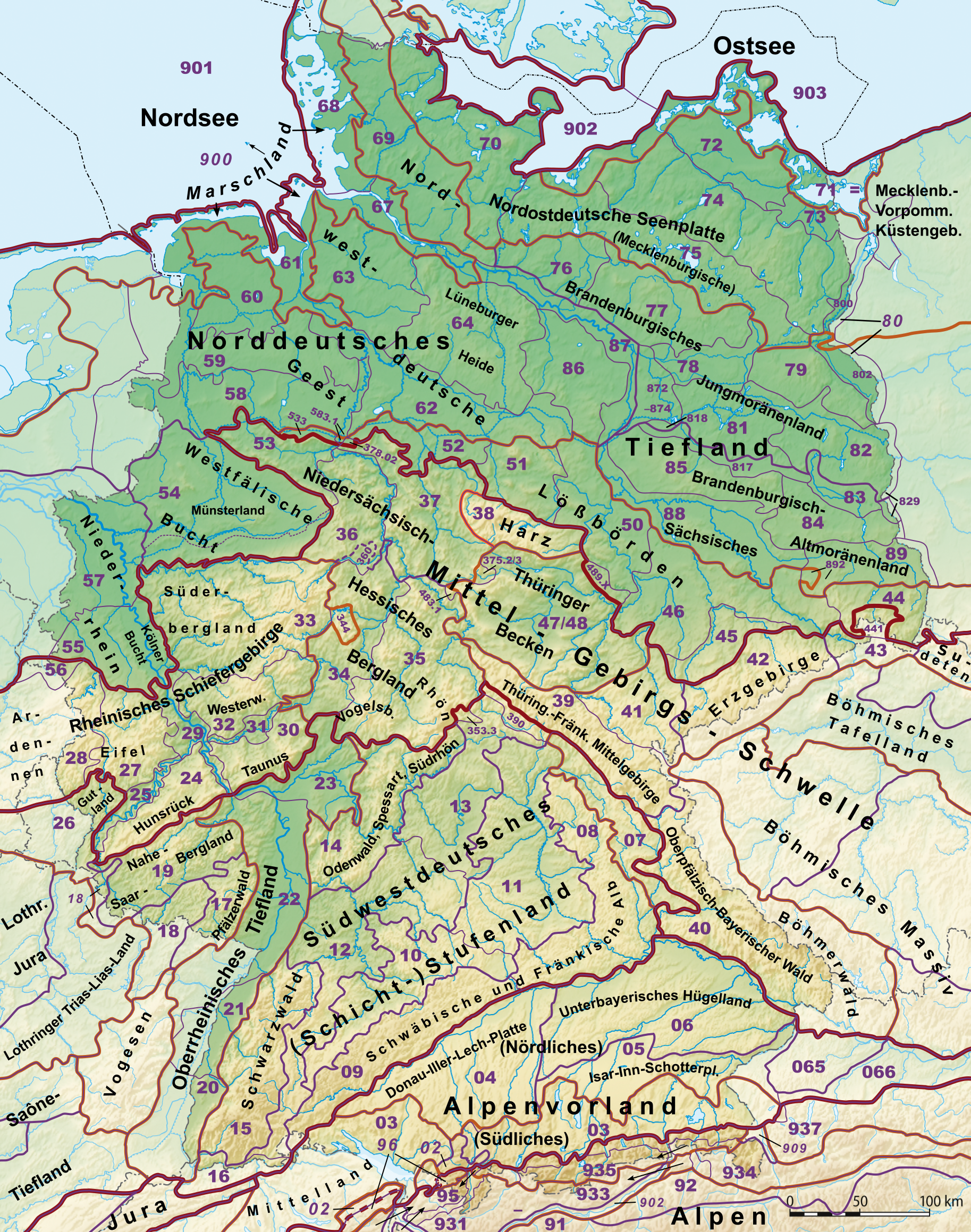
Karte der naturräumlichen Gliederung Deutschlands. Die Mittelgebirgsschwelle erstreckt sich zwischen dem Norddeutschen Tiefland und dem Süddeutschen Schichtstufenland bzw. Alpenvorland

Als Mitteleuropäische bzw. Deutsche Mittelgebirgsschwelle, auch (Deutsches) Mittelgebirgs-Schollenland, bezeichnet man die von Mittelgebirgen, Hügelländern und dazwischen liegenden Talsenken geprägte Landschaft unmittelbar südlich des Mitteleuropäischen Tieflands und in Deutschland der Norddeutschen Tiefebene. Sie umfasst die Ardennen, nördlich des Mains unter anderem das gesamte Rheinische Schiefergebirge, das Niedersächsische Bergland nebst Weserbergland, das West- und Osthessische Bergland nebst Rhön, den Harz sowie das Thüringisch-Fränkische Mittelgebirge mit Thüringer Wald und Fichtelgebirge.
Den Osten der Mittelgebirgsschwelle nimmt die Böhmische Masse ein, die südlich bis an die Donau heranreicht und neben Sudeten, Erzgebirge und Bayerischem Wald einen Großteil der Fläche Tschechiens umfasst.
Die Mitteleuropäische Mittelgebirgsschwelle bildet den nördlichen Teil des Mitteleuropäischen Mittelgebirgsraums. Innerhalb Deutschlands liegt mehr als die Hälfte aller Mittelgebirge auf der Mittelgebirgsschwelle.

## Lage und Grenzen
Nach Norden und Westen verläuft die Trennlinie zur Norddeutschen Tiefebene vergleichsweise scharf. Im äußersten Osten bilden der Oberlauf der Oder und der Unterlauf der March Teilgrenzen zu den Karpaten, während im östlichen Süden die Donau die Mittelgebirgsregion von den Alpen nebst Vorland trennt.
Im Süden Deutschlands schließt sich nach Westen bis zum Oberrheingraben hin das Süddeutsche Schichtstufenland an, das unmittelbar südöstlich der Kämme von Bayerischem Wald und Fichtelgebirge, weiter westlich knapp nördlich des Mains beginnt und nach Süden bis zur Donau mit dem sich dahinter anschließenden Alpenvorland reicht.
Westlich des Oberrheins schließlich schließt sich der Mittelgebirgsschwelle südlich das Nordfranzösische Schichtstufenland an, das in der Pfalz rund um die Höhenzüge Nordpfälzer Bergland und Pfälzerwald auch deutschen Boden einnimmt.

## Gebirge der Mittelgebirgsschwelle
Die folgende Aufzählung ist von Westen nach Osten, in der Unterordnung von Norden nach Süden gegliedert:
- Rheinisches Schiefergebirge (linksrheinisch)
  - Ardennen und Eifel
  - Hunsrück
- Rheinisches Schiefergebirge (rechtsrheinisch)
  - Süderbergland (mit Rothaargebirge)
  - Westerwald
  - Taunus
- Westliches Niedersächsisches Bergland und Westhessisches Bergland
  - Unteres Weserbergland mit Teutoburger Wald
  - Oberes Weserbergland mit Eggegebirge
  - Habichtswald
  - Kellerwald
- Östliches Niedersächsisches Bergland und Osthessisches Bergland
  - Weser-Leine-Bergland mit Solling
  - Kaufunger Wald und Hoher Meißner
  - Knüll
  - Vogelsberg und Rhön
- Harz, Thüringer Becken und Thüringisch-Fränkisches Mittelgebirge
  - Harz
  - Thüringer Becken mit Kyffhäuser
  - Thüringer Wald
  - Thüringer Schiefergebirge
  - Frankenwald
  - Fichtelgebirge
- Böhmische Masse
  - Nordbegrenzung (Erzgebirge und Sudeten, von West nach Ost)
    - Erzgebirge
    - Elbsandsteingebirge
    - Oberlausitz (mit Lausitzer Bergland und Lausitzer Gebirge)
    - Isergebirge
    - Riesengebirge
    - Glatzer Bergland
    - Altvatergebirge

  - Südwestbegrenzung (Böhmerwald im erweiterten Sinne)
    - Oberpfälzer Wald
    - Bayerischer Wald